# Presunto culpable (pel·lícula)
Presunto culpable és un llargmetratge documental realitzat al Reclusorio Oriente de la Ciutat de Mèxic i en els Tribunals de Justícia que narra la història de José Antonio Zuñiga i la seva lluita en contra del Sistema Penal i Judicial mexicà.

## Sinopsi
El documental mostra com la vida de José Antonio (Toño) Zúñiga, un jove tianguista d'Iztapalapa de 26 anys, va canviar per sempre quan el dilluns 12 de desembre de 2005, una patrulla de la policia de la Ciutat de Mèxic l'arresta abruptament a Iztapalapa acusant-lo d'homicidi.
Toño pres per un crim que el no va cometre, aconsegueix posar-se en contacte amb dos joves advocats, que agafen aquest cas amb esperança de poder-li tornar la llibertat i mostrar la seva innocència. Però han de buscar la manera de reobrir aquest cas i poder provar la innocència de Toño. Després de moltes nits de desvetllament i una llarga i exhaustiva recerca, s'adonen que l'advocat defensor en el judici condemnatori havia estat litigant amb una cèdula professional falsa. Gràcies a aquest descobriment els permet reobrir aquest cas i poder anul·lar la sentència passada per fer un nou judici i poder emprendre aquesta lluita per la llibertat de Toño.
Amb un testimoni acusador, el jutge Héctor Palomares Medina que ja havia dictat sentència de culpable i un sistema judicial fallit, la llibertat de Toño sembla gairebé impossible, però Layda i Roberto no desisteixen. Sumen a Rafael Heredia, audaç i determinat advocat, per a completar l'equip de defensa. Ara, aquest equip, armat d'una cambra que els acompanyarà durant tot el judici, enfronta les proves falses i sistema fallit que van portar a un innocent a la presó. Així es va poder demostrar la innocència de Toño i se li va donar la llibertat amb dictamen de "absolt".

## Repartiment
- José Antonio Zúñiga Rodríguez (Antonio Zúñiga), l'acusat d'Iztapalapa.
- Eva Gutiérrez, l'esposa.
- Rafael Heredia Rubio, l'advocat defensor.
- Roberto Hernández, advocat i cineasta.
- Layda Negrete, advocada i cineasta.
- Héctor Palomares Medina, el jutge.
- Víctor Daniel Reyes Barrios, el testimoni acusador.
- Marisela Miranda Galván, (Ministeri Públic Adscrita al Jutjat).
- José Manuel Ortega, el detectiu.

## Inici del projecte
En 2006, uns amics de José Antonio Zúñiga es van assabentar del documental El túnel i van buscar als seus realitzadors, Roberto Hernández i Layda Negrete; aquest contacte va resultar en el rodatge de Presunto culpable.

## Censura, suspensió judicial i represa de les funcions
El 2 de març de 2011, dues setmanes després de l'estrena de la pel·lícula, la jutgessa dotzena de Districte en Matèria Administrativa del Districte Federal, Blanca Lobo Domínguez, va ordenar la suspensió provisional de la seva exhibició, distribució i promoció després de la presentació d'un recurs d'empara per part d'un dels testimonis que van participar en el judici, qui al·legava que no va autoritzar l'ús de la seva imatge; es va anunciar que, en virtut de la suspensió, es retirarien les 200 còpies de Presunto culpable ja distribuïdes en 21 ciutats de Mèxic.
Poc després d'anunciar-se la suspensió en noticiaris, l'assumpte es va convertir en tema del moment o trending topic de Twitter, on molts comentaris van evidenciar indignació davant el que es va percebre com censura del Poder Judicial mexicà a una crítica en contra seva.
L'endemà, la suspensió provisional va ser qualificada de "confusa, ambigua, fosca" per Héctor Villaereal, subsecretari de Normativitat i Mitjans de la Secretaria de Governació, qui va agregar que "la RTC no té facultats" per a suspendre la projecció, distribució i promoció de cap pel·lícula com ho demanava la jutge. A més, la mesura judicial va ser repudiada pels coordinadors dels principals partits de la Cambra de Diputats federal.
També l'endemà, la cadena de cinemes Cinépolis va donar a conèixer a través dels seus comptes a Twitter i TwitLonger que 
| « | Presunto culpable es mantindrà en exhibició fins a en tant rebem una ordre judicial o administrativa que requereixi suspendre la seva exhibició. En el seu cas, aquesta ordre serà analitzada i considerarem les alternatives disponibles. | » |

Finalment el documental va ser retirat de les sales de cinema el 7 de març de 2011 per la RTC per ordre de la jutgessa Lobo Domínguez.
La RTC va interposar un recurs de queixa davant el Tribunal Col·legiat de Circuit per la disposició de la jutge de districte Lobo Domínguez; per llei, el tribunal estava obligat a resoldre la queixa en un termini de 48 hores.
El dimecres 9 de març de 2011 es va donar un gir de 180 graus a la disputa judicial; el Sisè Tribunal Col·legiat en Matèria Administrativa del Primer Circuit va determinar revocar la suspensió provisional de l'exhibició de Presunto culpable. Per tant, es van reprendre les funcions del documental arreu del país.

## Esments i premis
- Millor Documental Premi Amnistia Internacional dins del Festival de Cinema i Drets Humans de Barcelona 2011.
- Emmy, Acadèmia Nacional d'Arts i Ciències de la Televisió dels Estats Units, millor treball de recerca periodística de l'any, Nova York 2011.
- International Documentary Association, Los Angeles 2010, Humanitas Award.
- Verzio Film Festival, Budapest 2010, Premi del públic.
- Sarajevo Film Festival, Prizren 2010, Premi del públic.
- One World Mitjana, Londres 2010, Premi al Millor Llargmetratge Documental.
- Documenta Madrid, Espanya 2010, Premi al Millor Documental i Premi del Público.
- East End Film Festival, Londres 2010, Premi al Millor Llargmetratge Documental.
- Los Angeles Film Festival, 2010, Premi del Público per Millor Llargmetratge Internacional.
- Human Rights Watch Film Festival, Nova York 2010, Pel·lícula de Clausura.
- Festival Internacional de Cinema de San Francisco, 2010, Golden Gate Best Bay Area Documentary.
- Festival Internacional de Cinema de Guadalajara, Mèxic 2010, Premi per Millor Documental.
- Copenhagen International Documentary Film Festival, Dinamarca 2009 Premi d'Amnistia Internacional.
- Festival Internacional de Cinema de Morelia, Mèxic 2009, Premi per Millor Documental.
- Festival de Cinema de Belfast, Irlanda 2009, Maysles Brothers Documentary Award.